# Torfowiec frędzlowany
Torfowiec frędzlowany, t. postrzępiony (Sphagnum fimbriatum Wils.) – gatunek mchu z rodziny torfowcowatych. Występuje na obu półkulach w strefie arktycznej i umiarkowanej chłodnej. Rozpowszechniony w części niżowej Polski. Zasiedla torfowiska minerotroficzne, najczęściej kwaśne lasy bagienne. Obficie tworzy zarodnie i zaliczany jest do gatunków pionierskich. W skali globalnej nie jest zagrożony, ale jego siedliska są chronione w Unii Europejskiej, a on sam podlega w Polsce ochronie gatunkowej.
Wyróżnia się zwykle zieloną barwą, wątłym pokrojem – niewielką główką i cienkimi gałązkami, wyraźnie widocznym pąkiem szczytowym.

## Rozmieszczenie geograficzne
Torfowiec o zasięgu okołobiegunowym na obu półkulach, zasiedlający strefę arktyczną i umiarkowaną chłodną. Występuje w Europie, północnej Azji i północnej Ameryce Północnej (na południu sięgając po Kalifornię na zachodzie i Tennessee na wschodzie), w tym na Grenlandii, archipelagach Svalbard i Nowa Ziemia. W zachodniej Europie gatunek jest dość rzadki, częstszy jest w środkowej i wschodniej części kontynentu, w Fennoskandii jest bardzo rozpowszechniony i występuje tu obficie. Na południu sięga po Kaukaz i Azję Środkową. Im dalej od biegunów tym na wyższych wysokościach bywa spotykany, sięgając do 1270 m n.p.m.
Na półkuli południowej rośnie w południowej części Ameryki Południowej (w Chile i Argentynie) oraz na Nowej Zelandii. W Południowej Afryce stwierdzony został jako gatunek introdukowany.
W Polsce północnej i środkowej częsty, na południu tylko na niżu i tu rozproszony. Stwierdzony w Bieszczadach do wysokości 584 m n.p.m. Znany jest tylko z pojedynczych stanowisk z Beskidów Zachodnich (na Pilsku na wysokości 865 m n.p.m.), Beskidu Małego, Pienin. W Tatrach nie został dotąd stwierdzony.

## Morfologia i anatomia

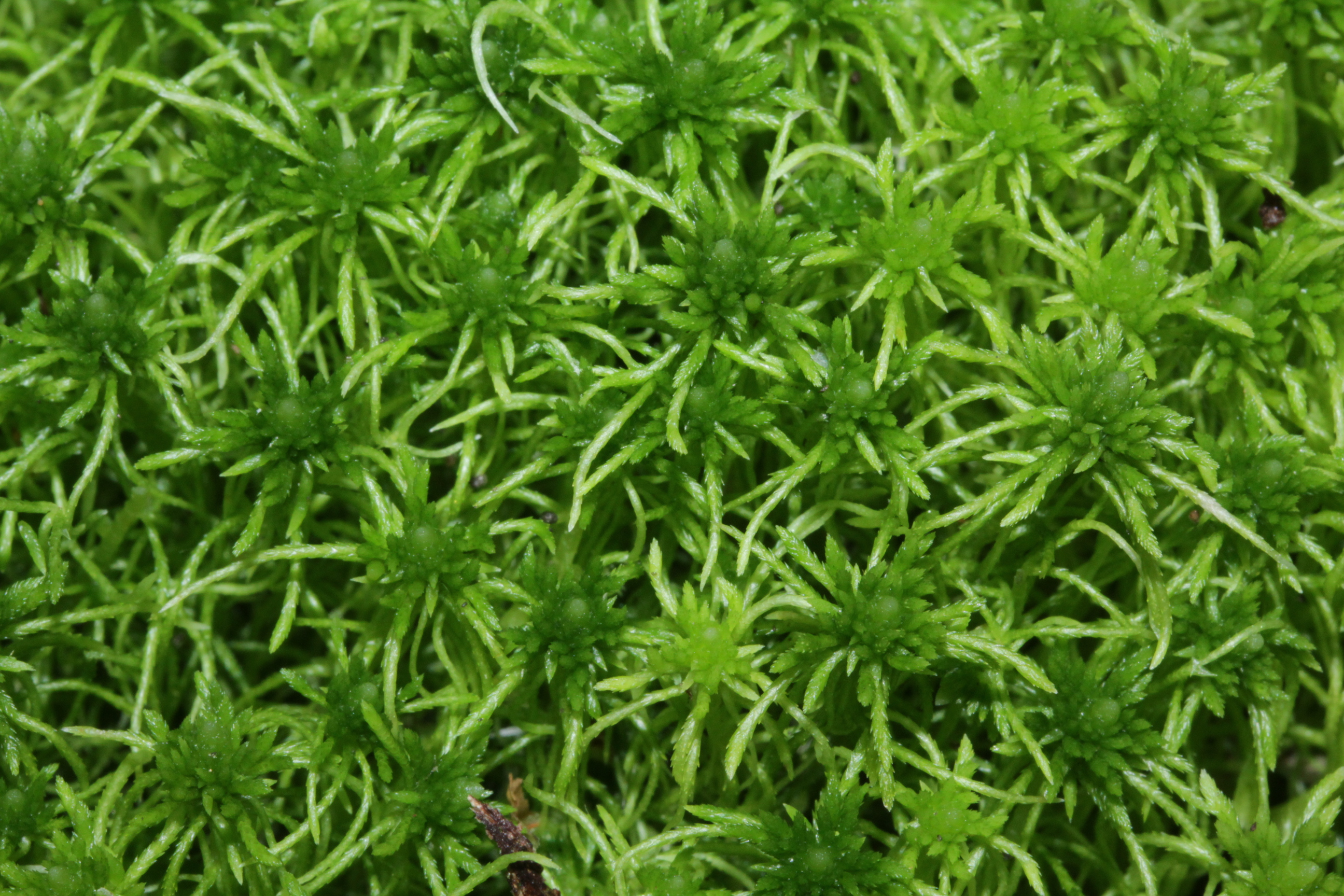
Darń torfowca frędzlowanego – ażurowe główki z długimi gałązkami i wyraźnie widocznym pąkiem wierzchołkowym

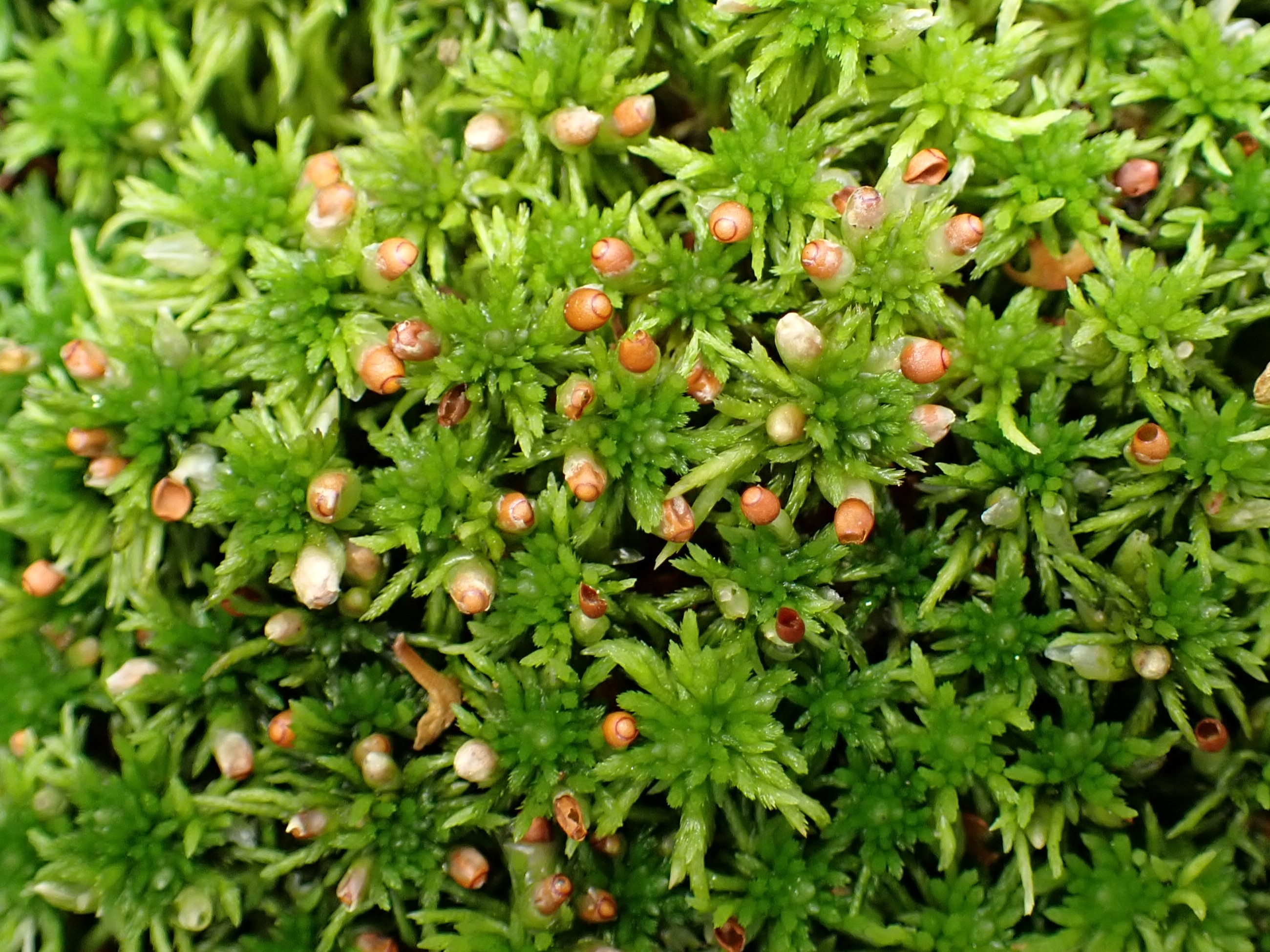
Darń torfowca frędzlowanego z zarodniami

PokrójMech cienki, wątły, do 20 cm wysokości, tworzący miękkie, wyniesione darnie lub płaskie kożuchy, nierzadko rozległe, koloru zielonego lub żółtozielonego, zawsze bez czerwonego zabarwienia. Żywozielony kolor typowy dla tego gatunku zanika u roślin suchych, które stają się szarozielone.
GłówkiDość cienkie, niewielkie, z wyraźnie widocznym pączkiem wierzchołkowym na szczycie.
ŁodyżkiŚrednicy 0,4–0,9 mm. Na przekroju z 2–3-warstwową hialodermą tworzoną przez cienkościenne komórki, przy czym ich zewnętrzna warstwa tworzona jest przez komórki dwa razy większe od tych położonych wewnątrz. Komórki te są silnie wydłużone wzdłuż osi łodyżki (mają proporcję 1:8–10) i na ścianie zewnętrznej zawierają okrągłe pory, zwykle pojedyncze, czasem dwa, zajmujące od 40 do 100% zewnętrznej ściany komórki. Cylinder wewnętrzny, tworzony przez sklerodermę, składa się z 8–10 warstw komórek na przekroju poprzecznym. Warstwa ta i cała łodyżka jest zielonawa, czasem barwy słomkowej.
PęczkiWyrastają w wyraźnych odstępach i składają się z 3–4, czasem 5 gałązek, z których 2, rzadziej 3 odstają, a pozostałe (1–2) zwieszone są wzdłuż łodyżki. Gałązki są cienkie, bardzo długie i stopniowo zaostrzone.
Listki łodyżkoweWzniesione i ściśle przylegające do łodyżki. Łopatkowate, w nasadzie zwykle zwężone, najszersze w górnej części (zwykle zresztą szersze niż dłuższe), na brzegach i zaokrąglonym szczycie silnie postrzępione, długości 0,7–1,3 mm, szerokości 0,5–1,2 mm. Komórki blaszki romboidalnego kształtu, w górnej części blaszki pojedynczo septowane.
Listki gałązkoweBliżej nasady gałązek ułożone są gęsto i dachówkowato, w górnej ich części są luźniejsze. Mają kształt jajowato-lancetowaty do lancetowatego, na szczycie są nagle zwężone i ostro zakończone, długości 0,8–2 mm oraz 0,4–1,2 mm szerokości. Pory przeważnie półelipsoidalne. Komórki hialinowe są większe bliżej nasady listków. Na przekroju poprzecznym komórki chlorofilowe są trójkątne lub trapezoidalne, z dłuższym bokiem po stronie brzusznej (wklęsłej) i krótszym po stronie grzbietowej (wypukłej) (sięgają obu stron blaszki).
Gametangia i sporogonyListki perygonialne (z plemniami) zielone do żółtobrązowych. Liście perychecjalne (wspierające rodnie) mniej lub bardziej prostokątne. Zarodnie są często spotykane, praktycznie w każdej populacji i zwykle są liczne. Wykształcają się latem i mają kolor czerwonawy. Zarodnie rozwijają się na pseudopodium osiągającym do 1 cm długości. Zarodniki osiągają 25–28 μm, są żółtobrunatne i opisywane jako gładkie i wyraźnie brodawkowate, co tłumaczyć mogą różnice w warunkach obserwacji (powiększeniu).

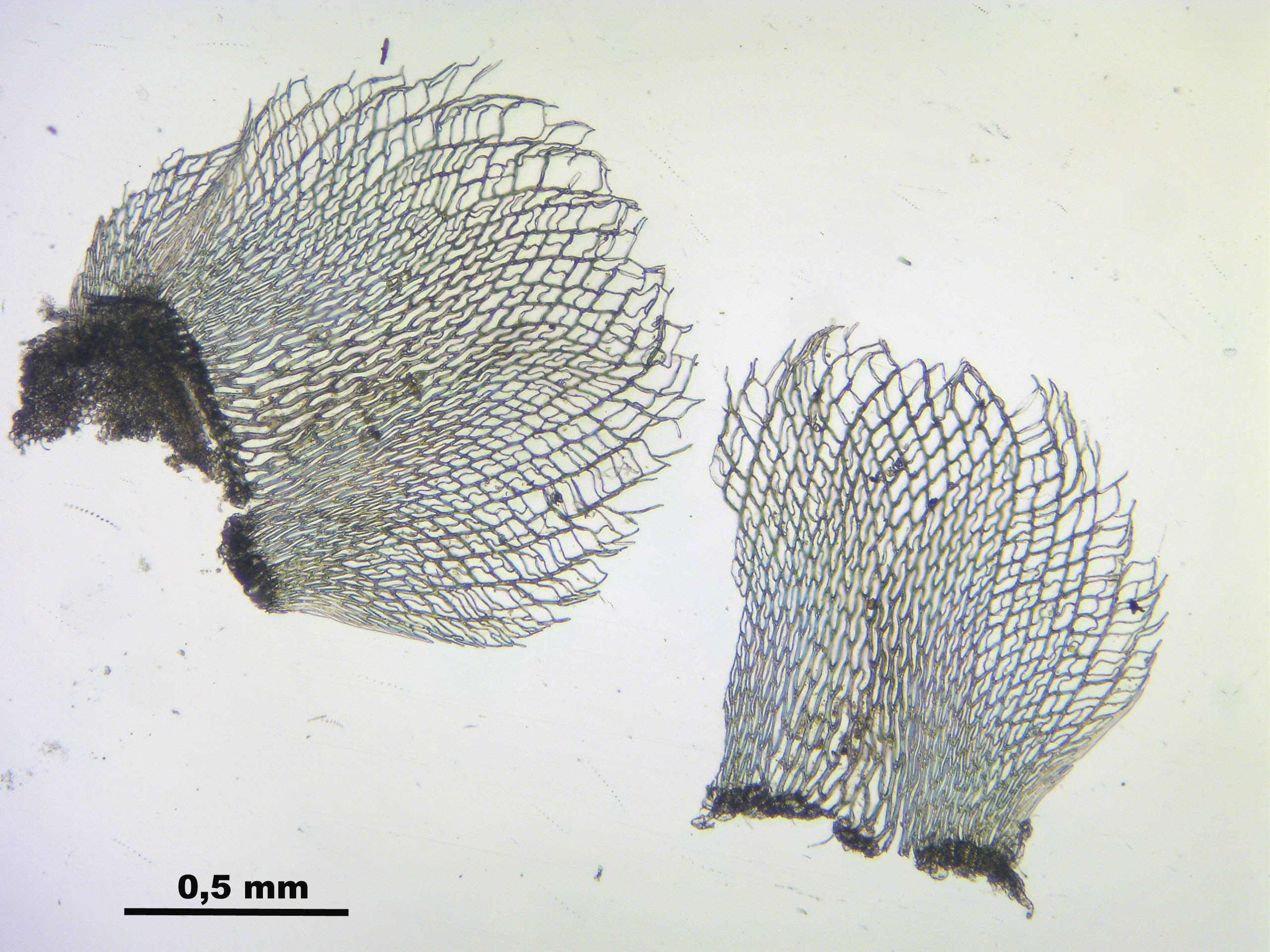
Listki łodyżkowe
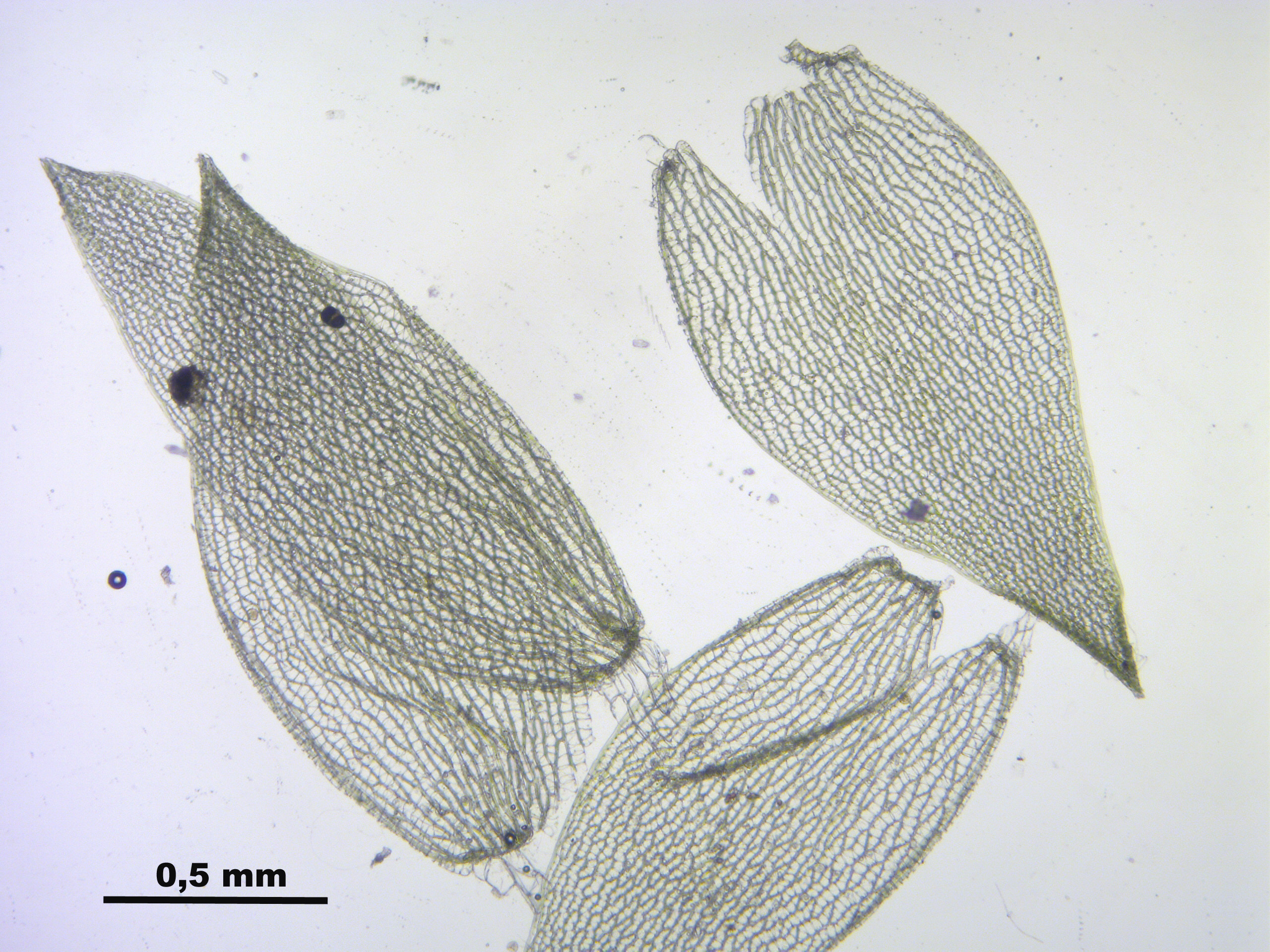
Listki gałązkowe
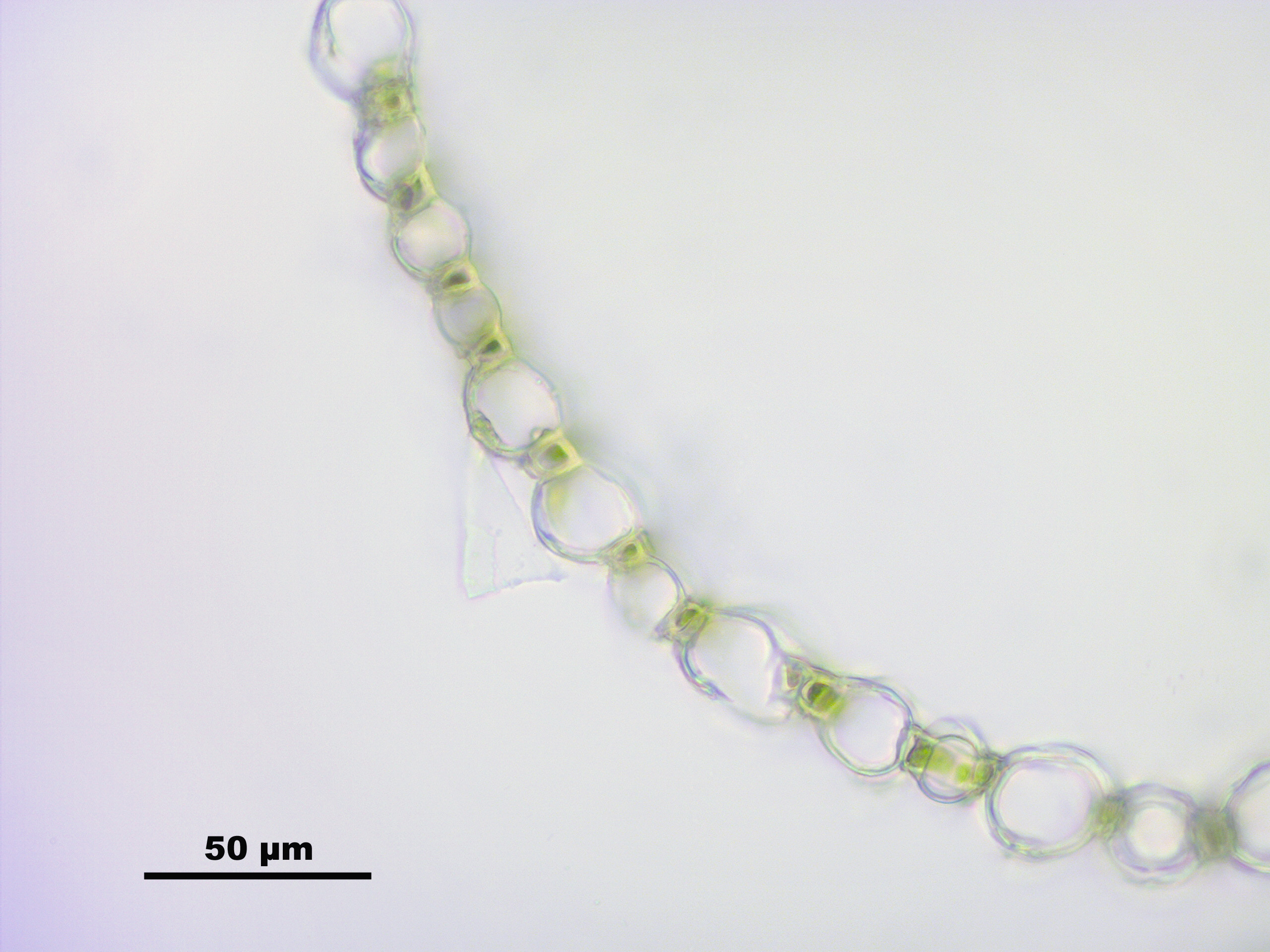
Przekrój poprzeczny przez listek gałązkowy

Gatunki podobneMoże być mylony z zacienionymi i z tego powodu zielonymi i luźno rosnącymi torfowcami różnych gatunków. Wyróżnia się wyraźnie widocznym pąkiem wierzchołkowym, wątłym pokrojem i częstą obecnością zarodni. Bardzo charakterystyczne są listki łodyżkowe, które widoczne są, gdy usunie się główkę – tworzą wówczas wzniesioną krezę (koronkę) wokół łodyżki. Bardzo zbliżony kształt listków łodyżkowych (łopatkowatych, szerokich, postrzępionych) ma tylko rzadko spotykany torfowiec Lindberga S. lindbergii, ale listki te u niego są skierowane w dół i cały torfowiec jest pomarańczowobrązowy. Podobne listki ma też blisko spokrewniony torfowiec Girgensohna S. girgensohnii oraz arktyczny Sphagnum concinnum, ale postrzępiony jest w ich przypadku tylko szczyt listka, a nie boki. Od torfowca Girgensohna wyróżnia ten gatunek jaśniejszy, nieco białawy i bardziej okazały pąk wierzchołkowy.

## Biologia i ekologia

### Rozwój
Plemnie pojawiają się jako pierwsze późnym latem i rozwijają przez dwa miesiące. Rodnie wykształcają się we wrześniu i rozwijają przez miesiąc. Do zapłodnienia dochodzi pod koniec zimy, od lutego do marca. Zarodnie rosną późną wiosną i wczesnym latem od połowy maja do czerwca i następuje zarodnikowanie (powstają mejospory). Potrzebny jest jeszcze miesiąc by pseudopodium (wydłużająca się gałązka gametofitu) wyniosło zarodnię w górę. Zarodniki uwalniane są od lipca i od razu są zdolne do kiełkowania.
W odpowiedzi na słabe oświetlenie całkowita ilość chlorofilu w roślinie wzrasta, a stosunek chlorofilu a:b nie zmniejsza się. W temperaturze 25°C stosunek a:b wzrasta nieznacznie, natomiast w temperaturze 15°C nie zaobserwowano takiego wzrostu. Słabe oświetlenie powoduje także zwiększone magazynowanie lipidów ogółem, jednak już w ciemności zawartość lipidów spada. Gdy słabemu oświetleniu towarzyszy spadek temperatury, co jest typowe w warunkach zimowych, torfowiec ten magazynuje więcej kwasu palmitynowego, stearynowego, linolowego i arachidonowego w lipidach chloroplastowych. Lipidy te odgrywają ważną rolę w dostosowywaniu metabolizmu roślin do niskich temperatur. Zawarty w nich kwas arachidonowy dzięki temperaturze zamarzania -49,5°C utrzymuje płynność błony w temperaturach jakich torfowiec może doświadczyć w naturze. Jednocześnie w warunkach zimowych spada zawartość kwasu oleinowego i α-linolenowego.

### Siedlisko

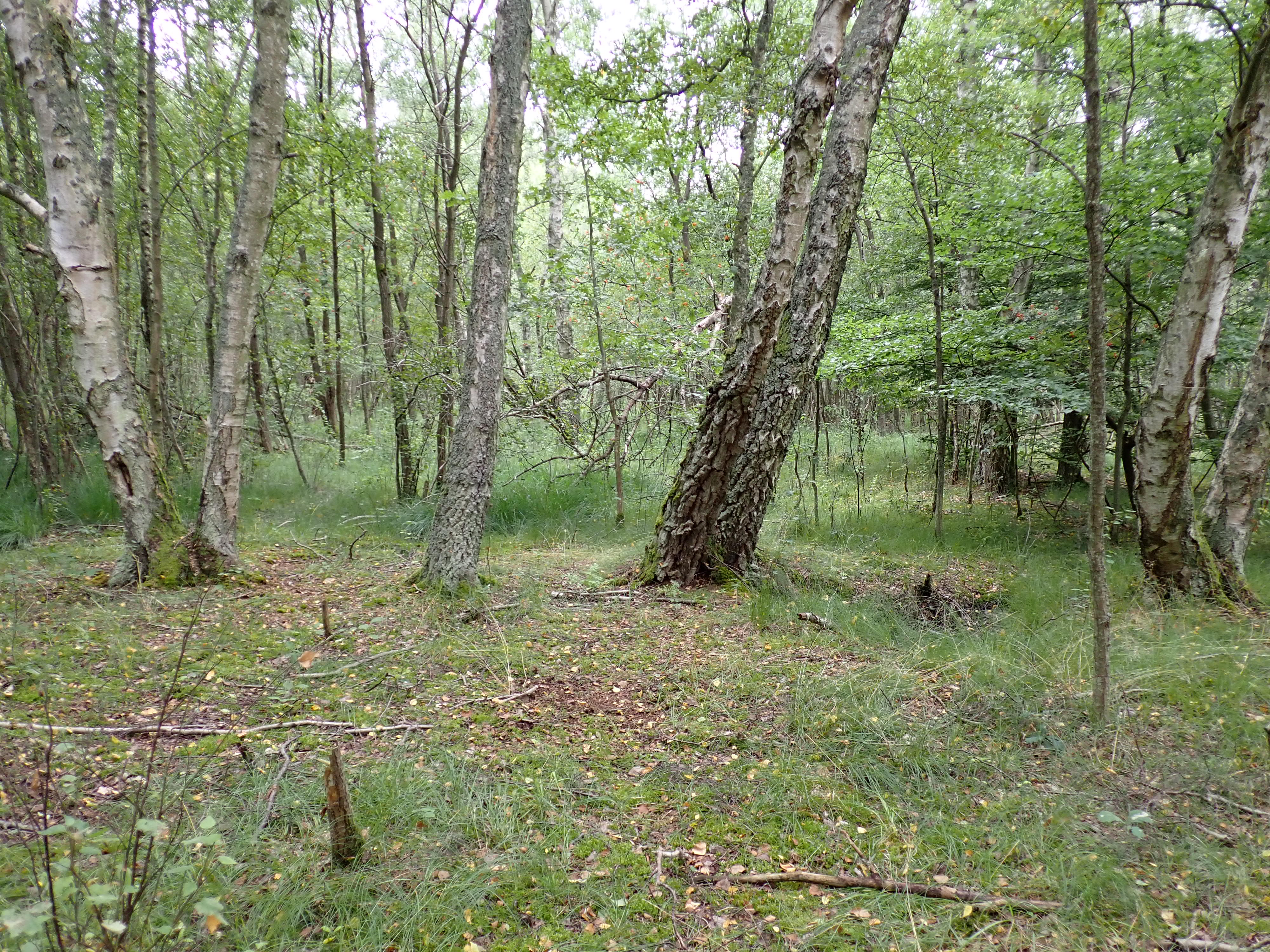
Brzezina bagienna z darniami torfowca frędzlowanego

Jest torfowcem cienioznośnym, wymagającym podłoża kwaśnego i wilgotnego. Występuje na torfowiskach zasilanych minerotroficznie tj. wodami, które wcześniej przepływały przez podłoże mineralne, rosnąc na torfie, ale porasta też podłoża mineralne. Ze względu na obfite zarodnikowanie i obserwowaną dynamikę gatunku jest on opisywany jako szybko kolonizujący optymalne dla siebie siedliska (gatunek pionierski), ale też jako gatunek wrażliwy na sukcesję i ustępujący po przerośnięciu przez inne gatunki roślin.
W strefie umiarkowanej rośnie zwykle w borach i brzezinach bagiennych, olsach torfowcowych, rzadziej na otwartych torfowiskach przejściowych, zwłaszcza zdegradowanych lub na ich już mineralnych obrzeżach, pod wierzbami szarymi i brzozami. Bywa także spotykany w miejscach odsłoniętych na brzegach jezior, źródlisk i w mszarach z sitem rozpierzchłym, też w rowach na torfowiskach. Często towarzyszą mu takie torfowce jak: torfowiec nastroszony S. squarrosum, Girgensohna S. girgensohnii, środkowy S. centrale, obły S. teres i Warnstorfa S. warnstorfii. Z roślin naczyniowych rośnie zwykle w towarzystwie brzóz i trzęślicy modrej. Na dalekim wschodzie rośnie na bagnach pod okapem modrzewi.
W strefie tundry i lasotundry rośnie na bagnach o wyrównanej powierzchni z roślinnością zaroślową tworzoną przez brzozę karłowatą Betula nana i wierzbę lapońską Salix lapponum, często z turzycą zaostrzoną Carex acuta; w szczelinach bagien poligonalnych oraz na niskich pagórkach i walikach. Jest też jednym z torfowców tworzących mszary z dużym udziałem turzyc wzdłuż strefy brzegowej jezior w klimacie subarktycznym. Wyróżnia się wśród torfowców tym, że pojawia się miejscami tworząc mszary daleko na północy, włącznie z tundrą arktyczną. Na terenach skalistych rośnie w szczelinach skał.
W Ameryce Południowej w Andach tworzy wraz z torfowcem magellańskim Sphagnum magellanicum bezdrzewne mszary porastające turzycami oraz roślinami sitowatymi z rodzajów Rostkovia i Marsippospermum. Bardzo obficie występuje na mszarach Ziemi Ognistej dominując w nich wspólnie ze Sphagnum medium. Na wyspach Subantarktyki wchodzi w skład torfowisk dolinowych i torfowisk niskich z dominacją Rostkovia magellanica.

### Interakcje międzygatunkowe
Gatunek wykorzystywany przez ptaki, na przykład przez perkoza Podiceps grisegena, jako materiał do budowy gniazd, w szczególności na północno-zachodnim wybrzeżu Pacyfiku USA.

## Systematyka i zmienność
Gatunek zaliczany jest do podrodzaju Isocladus (Lindb.) Braithw. (= subg. Acutifolia) i sekcji Acutifolia Wilson. Sekcja obejmuje niewielkie i średnich rozmiarów torfowce o smukłej budowie, zwykle z trzema gałązkami w pęczku, z których dwie odstają, jedna jest zwieszona. Barwa tych torfowców jest zielona do czerwonej, często mieszana w różnym stopniu – zielono-czerwona. Torfowiec frędzlowany wyróżnia się w obrębie sekcji postrzępionymi na całej długości listkami łodyżkowymi, wyraźnie widocznym pąkiem wierzchołkowym i brakiem czerwonej barwy.
Podobne z listków łodyżkowych torfowce Girgensohna S. girgensohnii i Lindberga S. lindbergii łączone były z opisywanym gatunkiem w sekcję fimbriata.
W niektórych ujęciach systematycznych w obrębie tego gatunku wyróżniany jest podgatunek S. fimbriatum subsp. concinnum (Berggren) Flatberg & Frisvoll, J. Hattori Bot. Lab. 56: 308. 1984 (też jako odmiana var. concinnum (Berggr.) Warnst., 1883). Występuje on okołobiegunowo, ale tylko w Arktyce, i wyróżnia się bardziej gęstymi i żółtobrązowymi główkami oraz listkami łodyżkowymi postrzępionymi tylko na szczycie. Wyodrębniany jest też jako osobny gatunek Sphagnum concinnum (Berggr.) Flatberg.
Dawniej też nadawano (Carl Warnstorf) rangę form zmienności wynikającej z warunków siedliskowych: f. robusta – rośliny zanurzone w wodzie; f. valida – darnie bardziej zbite, żółtawe, gałązki gęstsze, listki gałązkowe węższe i dłuższe niż typowo – rośliny z miejsc suchszych; f. tenue – łodyżki delikatne, rośliny zielone, listki gałązkowe nieco sierpowato wygięte – rośliny z miejsc cienistych.

## Zagrożenia i ochrona
W skali globalnej gatunek uznawany jest za niezagrożony – na czerwonej liście publikowanej przez Międzynarodową Unię Ochrony Przyrody (IUCN) ma status gatunku najmniejszej troski (LC). Jest to zasługą rozległego zasięgu i dużych zasobów, opisywanych jako generalnie stabilne lub nawet rosnące (co łączone jest z dużym potencjałem kolonizacyjnym tego gatunku). Na półkuli północnej na południowym skraju zasięgu gatunek w wielu obszarach jest jednak rzadki i ustępujący. Uznawany jest za gatunek zagrożony w Słowenii, narażony w Szwajcarii, Austrii, na Słowacji i bliski zagrożenia na Węgrzech. W krajach Unii Europejskiej siedliska tego gatunku, lasy i bory bagienne oraz torfowiska przejściowe, chronione są jako siedliska przyrodnicze w obszarach Natura 2000.
W Polsce torfowiec frędzlowany podlega ochronie gatunkowej na podstawie rozporządzeń ministra właściwego do spraw środowiska: w latach 2001–2004 ochronie częściowej, następnie w latach 2004–2014 ochronie ścisłej, a od roku 2014 ponownie ochronie częściowej.
Jego stanowiska chronione są także w obrębie różnych form ochrony przyrody, w tym w rezerwatach przyrody Jezioro Czarne, Torfowisko pod Węglińcem czy Nadmorski bór bażynowy w Mrzeżynie. W Bieszczadach Zachodnich uznany za bliski zagrożenia, nie notowany dotąd w Bieszczadzkim Parku Narodowym.